# 桓少君
桓氏（？—？），字少君，西漢鮑宣之妻。

## 生平

### 共挽鹿車
鮑宣曾隨桓少君的父親學習，桓少君的父親為他的刻苦而驚奇，因此把女兒嫁給了他。桓少君出嫁時嫁妝非常豐厚，鮑宣感到不悅，對妻子說：「少君妳生在富貴人家，習慣穿著漂亮的衣服，但我貧窮低賤，怎敢擔當大禮。」桓少君說：「我父親因為你修養德行，持守儉約的生活，所以讓我嫁給你，既然嫁給了你，一切照你的吩咐就是。」鮑宣笑著說：「你能夠這樣，就已經符合我的志向了。」於是少君退回了那些服裝首飾，改穿平民的短衣，與鮑宣一起拉著小車回家鄉。拜見婆婆後，提著水甕出去打水，修行為婦之道，鄉里的人對她十分讚賞。

### 鮑永休妻
桓少君與鮑宣的兒子鮑永，中興初年時曾任魯郡太守。鮑永為人至孝，一次他的妻子當著桓少君的面叱喝小狗，鮑永知道后就立即休妻。

### 桓氏家訓
鮑永的兒子鮑昱問桓少君說：「奶奶還記得當年挽小車時的情景嗎？」桓少君回答：「過世的婆婆說過：『存不忘亡，安不忘危。』我怎敢忘記呢！」

## 評價
- 呂坤：「少君以富家少女，幡然甘貧婦之行，毀妝露面，汲水挽車。古稱習氣難脫，士君子累歲窮年，不能漸變，而況斯婦乎！少君可謂勇於義矣。」[7]

## 延伸阅读
[在维基数据编辑]
 《後漢書·卷84》，出自范晔《後漢書》
 《東觀漢記》